# 大卫·威廉姆斯 (澳大利亚原住民音乐人)
大卫·威廉姆斯（1983年1月28日—），澳大利亚昆士兰州人，澳大利亚音乐家、艺术家。
威廉姆斯是瓦卡瓦卡人的后裔，他在昆士兰的洛克汉普顿受到了教育。在祖母那里学习传统歌曲的过程中，大卫从小就体会到了当地人民的语言和音乐。在一个音乐家庭中长大的他从小就开始学习长号。
2008年8月，大卫在北京奥运会开幕式上参与了演出。